# آيزاك فونتين
آيزاك فونتين (بالإنجليزية: Isaac Fontaine)‏ مواليد 16 أبريل 1975 في ساكرامنتو، هو لاعب كرة سلة أمريكي معتزل. بدأ مسيرته الاحترافية في سنة 1997. يبلغ طوله 6 قدم 4 بوصة (1.9 م). اعتزل اللعب في 2005.

## المسيرة الاحترافية
لعب مع فيكتوريا يبرتاس بيزارو في الدوري الإيطالي في سنة 1997، ثم لعب مع نانسي باسكت في الدوري الفرنسي في موسم 1997–1998، ثم لعب مع ميمفيس غريزليس في سنة 2002، ثم لعب مع ألاسكا أيسز في سنة 2003، ثم لعب مع كانتون شارج في موسم 2003–2004.

## روابط خارجية
- آيزاك فونتين على موقع إن بي أي (الإنجليزية)
- آيزاك فونتين على موقع سبورتس رفرنس (الإنجليزية)
- آيزاك فونتين على موقع كرة السلة الأوروبية.كوم (الإنجليزية)
- آيزاك فونتين على موقع كلية كرة السلة في سبورتس رفرنس.كوم (الإنجليزية)
- آيزاك فونتين على موقع ريلجم (الإنجليزية)
- آيزاك فونتين على موقع بروبوليرز (الإنجليزية)
- آيزاك فونتين على موقع سبورتس رفرنس (الإنجليزية)
- آيزاك فونتين على موقع سبورتس رفرنس (الإنجليزية)